# バルガ・イムレ
バルガ・イムレ（Varga　Imre 1945年8月19日- ）はハンガリーのベーケーシュ県出身の柔道選手。階級は95kg超級。身長188cm。体重110kg。

## 人物
1972年のミュンヘンオリンピック重量級では初戦で敗れた。
1975年の世界選手権無差別で5位になった。1976年のモントリオールオリンピック無差別では2回戦で敗れた。1978年にはヨーロッパ選手権の95kg超級で2位、無差別で3位になった。1979年のヨーロッパ選手権では3位に入ると、世界選手権でも銅メダルを獲得した。1980年のヨーロッパ選手権でも2位になったが、モスクワオリンピックでは3回戦で敗れた。

## 主な戦績
- 1975年 - オランダ国際　重量級　3位
- 1975年 - 世界選手権　無差別　5位
- 1977年 - ソ連国際　無差別　2位
- 1977年 - ハンガリー国際　2位
- 1978年 - ソ連国際　無差別　3位
- 1978年 - ハンガリー国際　2位
- 1978年 - オランダ国際　優勝
- 1978年 - ヨーロッパ選手権　95kg超級　2位　無差別　3位
- 1978年 - ドイツ国際　3位
- 1979年 - ソ連国際　95kg超級　2位　無差別　3位
- 1979年 - ハンガリー国際　3位
- 1979年 - ヨーロッパ選手権　　3位
- 1979年 - オランダ国際　優勝
- 1979年 - ドイツ国際　3位
- 1979年 - 世界選手権　3位
- 1980年 - オランダ国際　3位
- 1980年 - ヨーロッパ選手権　2位
- 1980年 - ドイツ国際　2位
- 1981年 - オランダ国際　2位
- 1988年 - オランダ国際　優勝